# من پلاس
من پلاس (انگلیسی: Man Plus) یک رمان علمی–تخیلی نوشته فردریک پوهل است که در سال ۱۹۷۶ به چاپ رسید و موفق شد جایزه نبیولا برای بهترین رمان در سال ۱۹۷۷ را از آن خود کند.

## داستان
در آینده‌ای نه چندان دور، جنگ سرد همچنان ادامه دارد و حکومت‌های مختلف به فکر اسکان بشر در مریخ برای جلوگیری از انقراض بشر بر اثر جنگ‌های اتمی احتمالی آینده هستند.
در این بین در ایالات متحده آمریکا، پروژه‌ای با نام من پلاس در جریان است تا در آن بتوانند فردی را با انجام عمل‌های جراحی به سایبورگی تبدیل کنند که بتواند در محیط خشن مریخ زنده بماند. پس از اینکه این جراحی‌ها بر روی ویل هارتنت موفقیت‌آمیز نبود، کلنل راجر توراوی تحت عمل‌های جراحی مختلف قرار می‌گیرد و سپس به همراه گروهی از دانشمندان دیگر به مریخ اعزام می‌شود.
داستان دربارهٔ مشکلات توراوی و نیز ناراحتی‌هایی است که به خاطر مشکلات زناشویی‌اش برایش پیش آمده. و نیز در پایان کتاب می‌فهمیم که شبکه‌ای از هوش مصنوعی انسان‌ها را وادار کرده که با ساخت کلنی در مریخ، مکانی امن برای کامپیوترهای هوش مصنوعی ایجاد کنند.